# Ботешть (Тіміш)
Ботешть, Ботешті (рум. Botești) — село у повіті Тіміш в Румунії. Входить до складу комуни Бирна.
Село розташоване на відстані 344 км на північний захід від Бухареста, 66 км на схід від Тімішоари.

## Населення
За даними перепису населення 2002 року у селі проживали 98 осіб, з них 96 осіб (98,0%) румунів. Рідною мовою 97 осіб (99,0%) назвали румунську.